# Повіт Сіва
Пові́т Сі́ва (яп. 紫波郡, しわぐん, МФА: [ɕiwa guɴ]) — повіт у префектурі Івате, Японія.